# Dolmens de Kervignon
Les dolmens de Kervignon, dont il ne demeure désormais qu'un unique dolmen, étaient un ensemble d’édifices mégalithiques situé sur la commune de Plobannalec-Lesconil, dans le département français du Finistère.

## Historique
Dans sa description du site, qu'il visite en 1880, Paul du Châtellier distingue quatre groupes de mégalithes plus ou moins ruinés, voire en voie de disparition mais la localisation de ces groupes est assez imprécise. Il fouille uniquement le seul dolmen encore visible et ses abords immédiats. Par arrêté du 8 avril 1922, un dolmen est classé au titre des monuments historiques.

## Description
Le premier groupe, situé à 300 m à l'est du village de Kervignon, aurait été constitué « d'un dolmen central et de plusieurs chambres latérales ». Il était déjà à l'époque « à peu près détruit ». Le second groupe,  situé à 150 m au nord du village était complètement ruiné en raison de l'extraction des pierres probablement destinées à la construction des habitations voisines. Le troisième groupe, situé à 400 m au nord-est du village, était dans un état similaire pour les mêmes raisons, mais il comportait encore un tertre. Le quatrième groupe, situé à 200 m du précédent, était le moins endommagé et du Châtellier en entreprit une fouille sommaire. Il incluait encore un dolmen comportant une table de couverture en granite de 2,40 m de longueur sur 2 m de largeur et d'une épaisseur moyenne de 0,45 m. Selon du Châtellier, ce dolmen, orienté nord-sud, comportait « à l'est une très belle chambre, à ciel ouvert, mesurant 2,50 m sur 2 m. A l'ouest et au nord du dolmen devaient aussi exister des chambres analogues ». Sous la table du dolmen, le sol de la chambre était pavé de pierres brutes, reposant sur un lit de terre jaune, ce dallage étant lui-même recouvert d'une couche de sable de grève de 0,20 m d'épaisseur.
La grande chambre située à l'est du dolmen, de forme rectangulaire, était délimitée par de grands orthostates de 2,50 m de hauteur, enfoncé sur 0,80 m de profondeur. Le sol de cette chambre était lui aussi pavé de pierres brutes, dont une très grande de 1 m sur 1,20 m, reposant sur un lit de terre jaune d'une épaisseur de 50 cm.
Sur le plan fourni par du Châtellier, la table de couverture du dolmen repose encore sur quatre orthostates, deux de chaque côté, ce qui correspond à la disposition du seul dolmen encore existant sur le site mais aucune trace de la grande chambre orientale n'est plus visible.

## Matériel archéologique
Lors de sa fouille, du Châtellier découvrit, autour du dolmen, plusieurs percuteurs, des éclats de silex, de nombreux charbons de bois et des tessons de poterie correspondant à des vases à fond rond. Dans le coin nord-est de la chambre, les nombreux tessons d'une poterie grossière recueillis permirent de reconstituer un grand vase, d'un diamètre de 24 cm à l'orifice, décoré de petits mamelons disposés par paires. Dans une couche de cendre mêlée de charbons de bois, située sous le pavage interne de la chambre, il recueillit deux outils en silex noirs finement retouchés et, vers le fond de la chambre, plusieurs percuteurs, éclats de silex et tessons d'une poterie grossière.
Sur le sol de la grande chambre orientale, du Châtellier découvrit la moitié d'un « marteau en pierre polie » percé d'un trou circulaire inachevé « destiné à recevoir un manche ». Dans la couche de cendre mêlée de charbons de bois qui recouvrait le dallage sur 4 à 5 cm d'épaisseur, il recueillit quelques percuteurs et éclats de silex (dont un grattoir) et des tessons d'une poterie grossière.